# Hütten, Zürich
Hütten är en ort i kommunen Wädenswil i kantonen Zürich i Schweiz. Den ligger cirka 24 kilometer sydost om Zürich, vid floden Sihl. Orten har 881 invånare (2023).
Orten var före den 1 januari 2019 en egen kommun, men inkorporerades då tillsammans med Schönenberg i kommunen Wädenswil.